# Holstenflug
Holstenflug (offiziell Holstenflug-Schütze und Co. KG) war eine westdeutsche Fluggesellschaft. Sie wurde im Jahre 1966 gegründet und ging im Jahre 1979 insolvent. 

## Flotte
Im Lauf ihrer Geschichte betrieb Holstenflug folgende Flugzeugtypen:
- Beechcraft 90
- Cessna Citation I
- Fairchild F-27
- Fairchild Swearingen Metro
- Fuji/Rockwell Commander 700
- Learjet
- North American 75A Sabreliner